# Saint-Jean, Haute-Garonne
Saint-Jean är en kommun i departementet Haute-Garonne i regionen Occitanien i södra Frankrike. Kommunen ligger i kantonen Toulouse 15e Canton som tillhör arrondissementet Toulouse. År 2022 hade Saint-Jean 11 239 invånare.

## Befolkningsutveckling
Antalet invånare i kommunen Saint-Jean
Referens:INSEE

## Monument

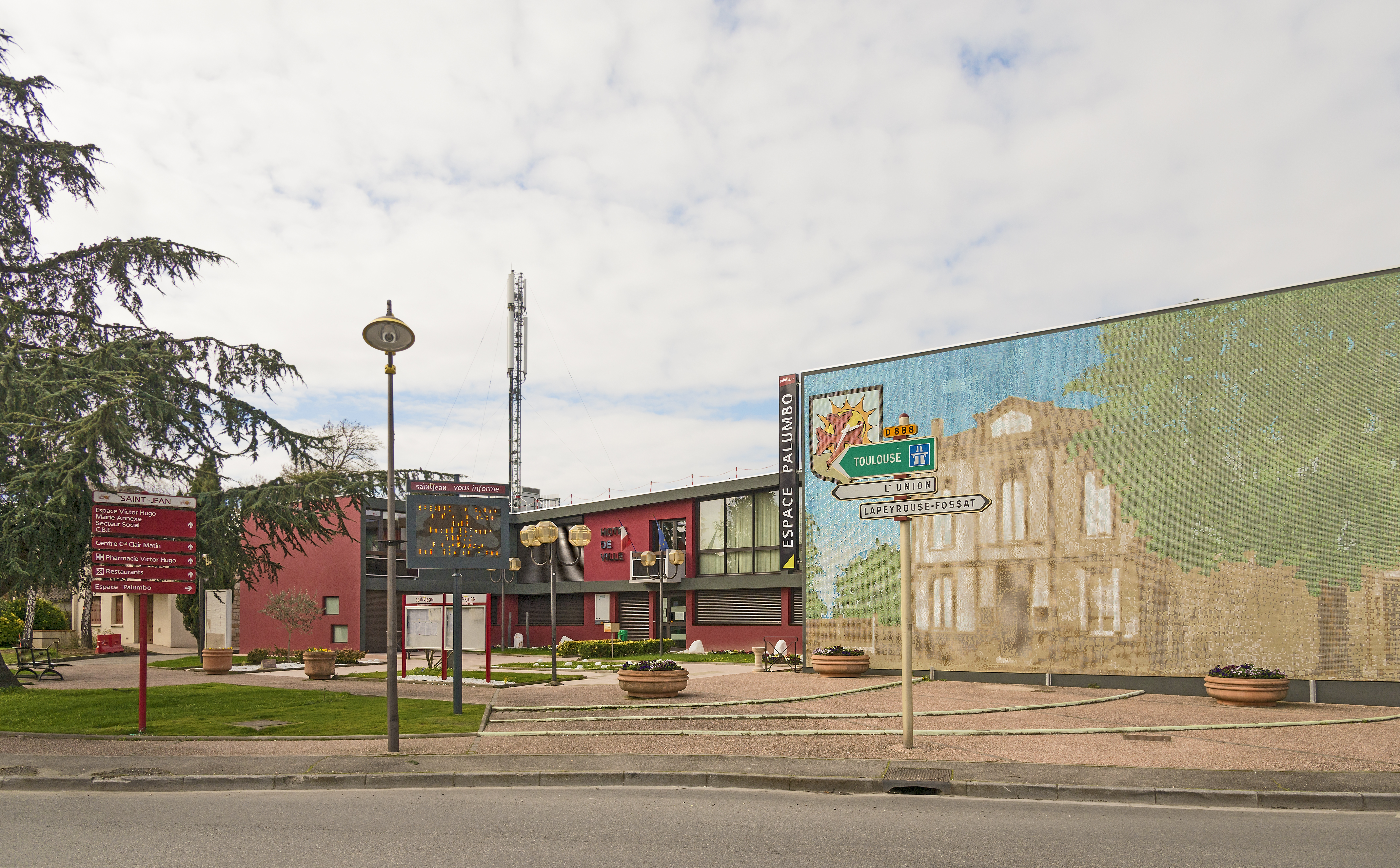
Rådhuset
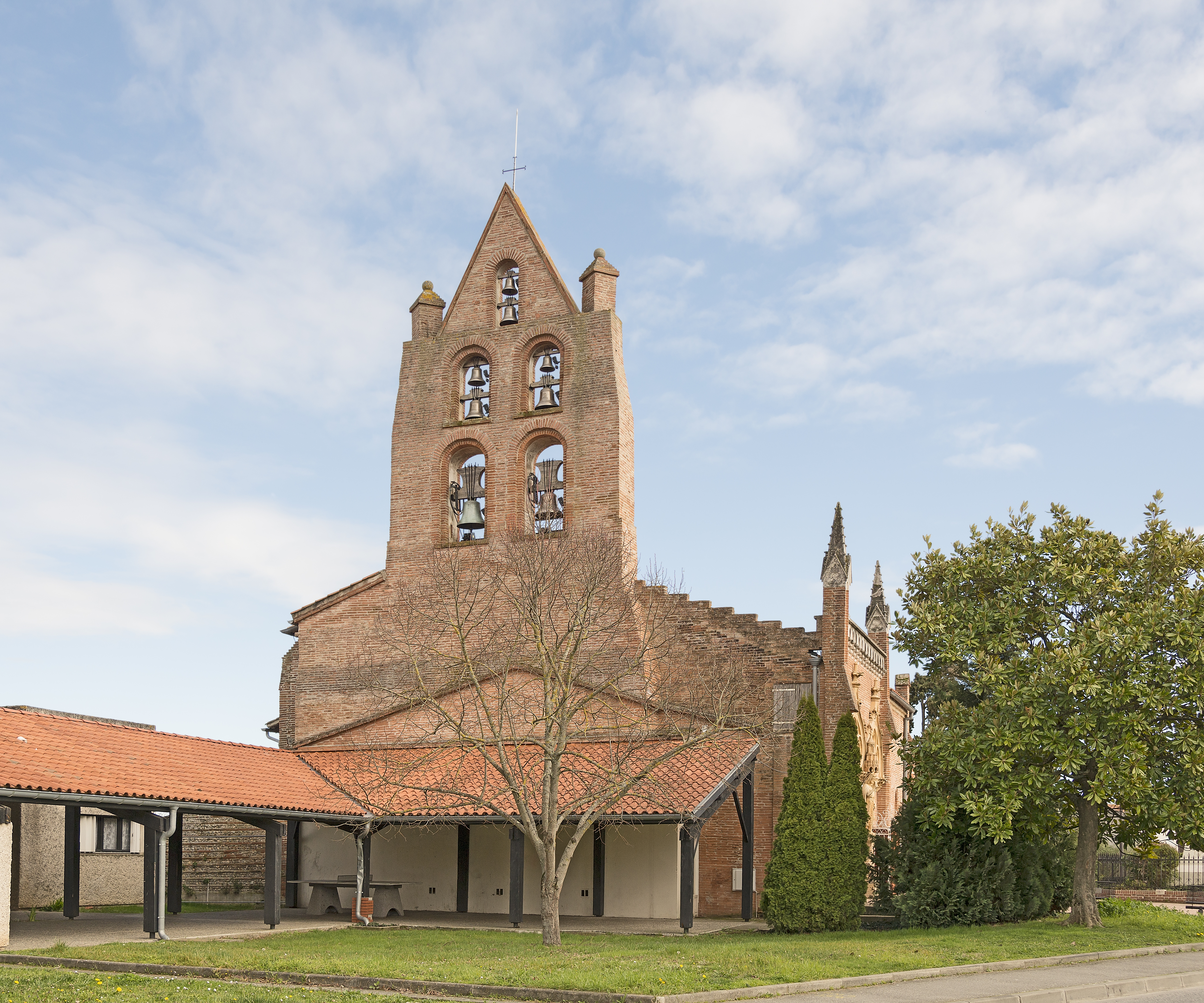
Kyrkan
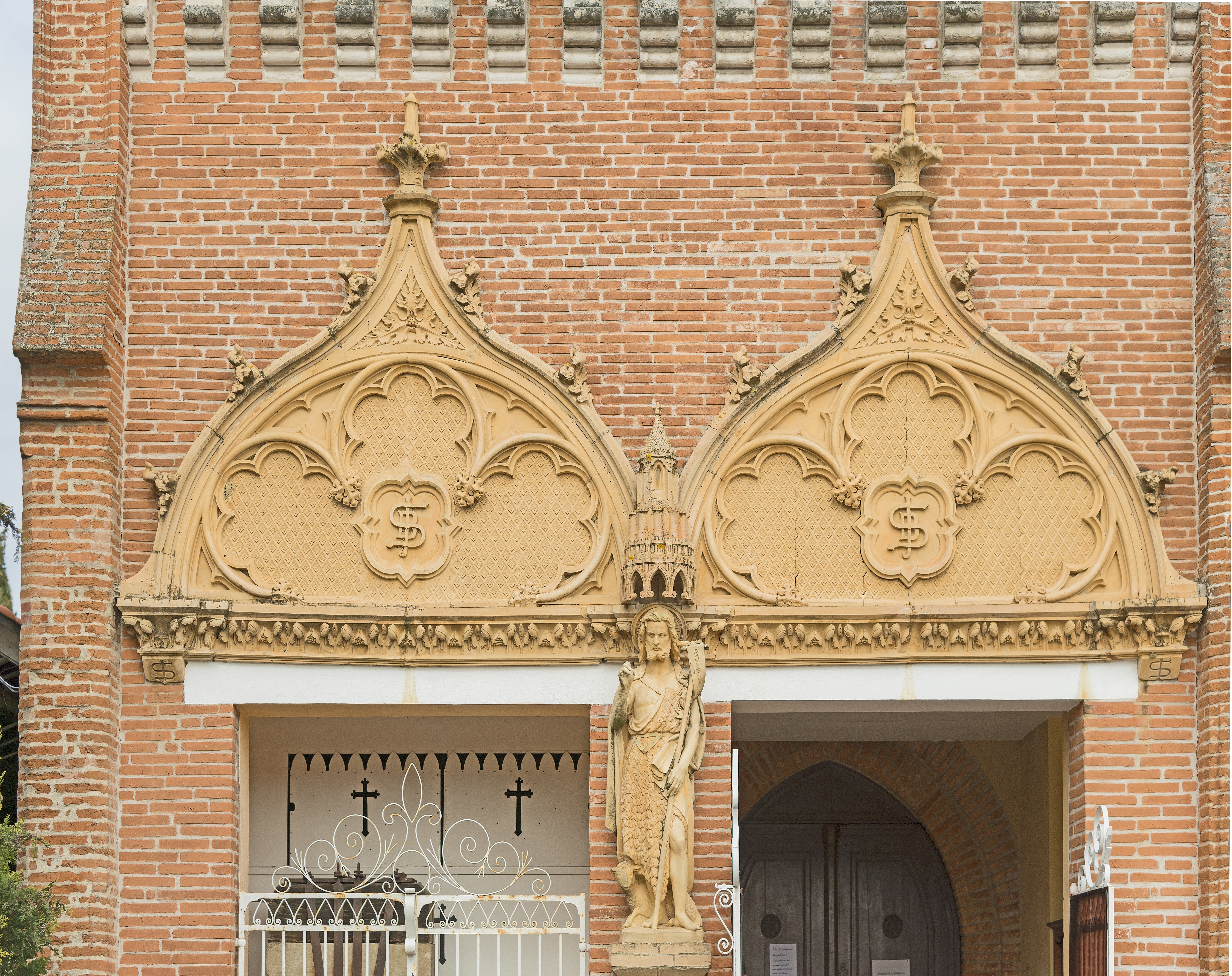